# Cologne Challenger 1982
Il Cologne Challenger 1982 è stato un torneo di tennis facente parte della categoria ATP Challenger Series nell'ambito dell'ATP Challenger Series 1982. Il torneo si è giocato a Colonia in Germania dal 5 all'11 luglio 1982 su campi in terra rossa.

## Vincitori

### Singolare
Dominique Bedel ha battuto in finale  Andreas Maurer con il punteggio di 2–6, 6–3, 6–4

### Doppio
Brad Guan /  Warren Maher hanno battuto in finale  Chris Johnstone /  Cliff Letcher con il punteggio di 6–2, 6–4